# دریاچه کاراچی
دریاچه کاراچی (به لاتین: Lake Karachi) یک دریاچه در روسیه است که در استان نووسیبیرسک واقع شده‌است.